# Chichu Art Museum
Chichu Art Museum (japansk: 地中美術館) er et museum der ligger på den sydlige del af øen Naoshima i præfekturet Kagawa, Japan. Det er tegnet af den japanske arkiktekt Tadao Ando og blev indviet den 18. juli, 2004.

## Baggrund
Museet, der delvist ligger under jorden, er ejet af Naoshima Fukutake Art Museum Foundation. Museet er et af flere kunstrelaterede projekter på øen Naoshima, som tiltrækker mange turister.

## Udstillede værker
Museet har faste udstillinger af Walter De Maria, James Turrell og Claude Monet.

### Walter de Maria
- "Time/Timeless/No Time," 2004 - granit, mahogni, bladguld, beton

### Claude Monet
- "Water Lilies," 1914-17 - olie på lærred, 200×200 cm
- "Water Lilies, Reflections of Weeping Willows," 1916-19 - olie på lærred, 100×200 cm
- "Water-Lily Pond," 1917-19 - olie på lærred, 100×200 cm
- "Water-Lily Pond," c.1915-1926 - olie på lærred, diptykon, hver del: 200×300 cm

### James Turrell
- Afrum, Pale Blue," 1968 - projektor
- "Open Field," 2000 - fluorescerende lys, neonrør
- "Open Sky," 2004 - LED, xenon lampe

## Chichu Garden
Mellem billetkontoret og selve museet finder man Chichu Garden. Et område på ca. 400 m2 med omkring 150 forskellige typer af planter og 40 forskellige træer, der enten er med på Monets værker eller som var samlet af kunstneren igennem hans liv.
34°26′59″N 133°59′09″Ø / 34.449758°N 133.985803°Ø